# Lumpíci v divočině
Lumpíci v divočině (v anglickém originále Rugrats Go Wild) je americký animovaný film z roku 2003. Režisérem filmu je duo Norton Virgien a John Eng. Hlavní role ve filmu ztvárnili E. G. Daily, Nancy Cartwrightová, Kath Soucie, Dionne Quan a Cheryl Chase.

## Obsazení
| E. G. Daily         | Tommy Pickles          |
| Nancy Cartwrightová | Chuckie Finster        |
| Kath Soucie         | Phil/Lil/Betty DeVille |
| Dionne Quan         | Kimi Finster           |
| Cheryl Chase        | Angelica Pickles       |
| Tara Strong         | Dil Pickles            |
| Cree Summer         | Susie Carmichael       |
| Jack Riley          | Stu Pickles            |
| Tim Curry           | Nigel Thornberry       |
| Flea                | Donnie Thornberry      |
| Bruce Willis        | Spike                  |